# Artefacto de compresión

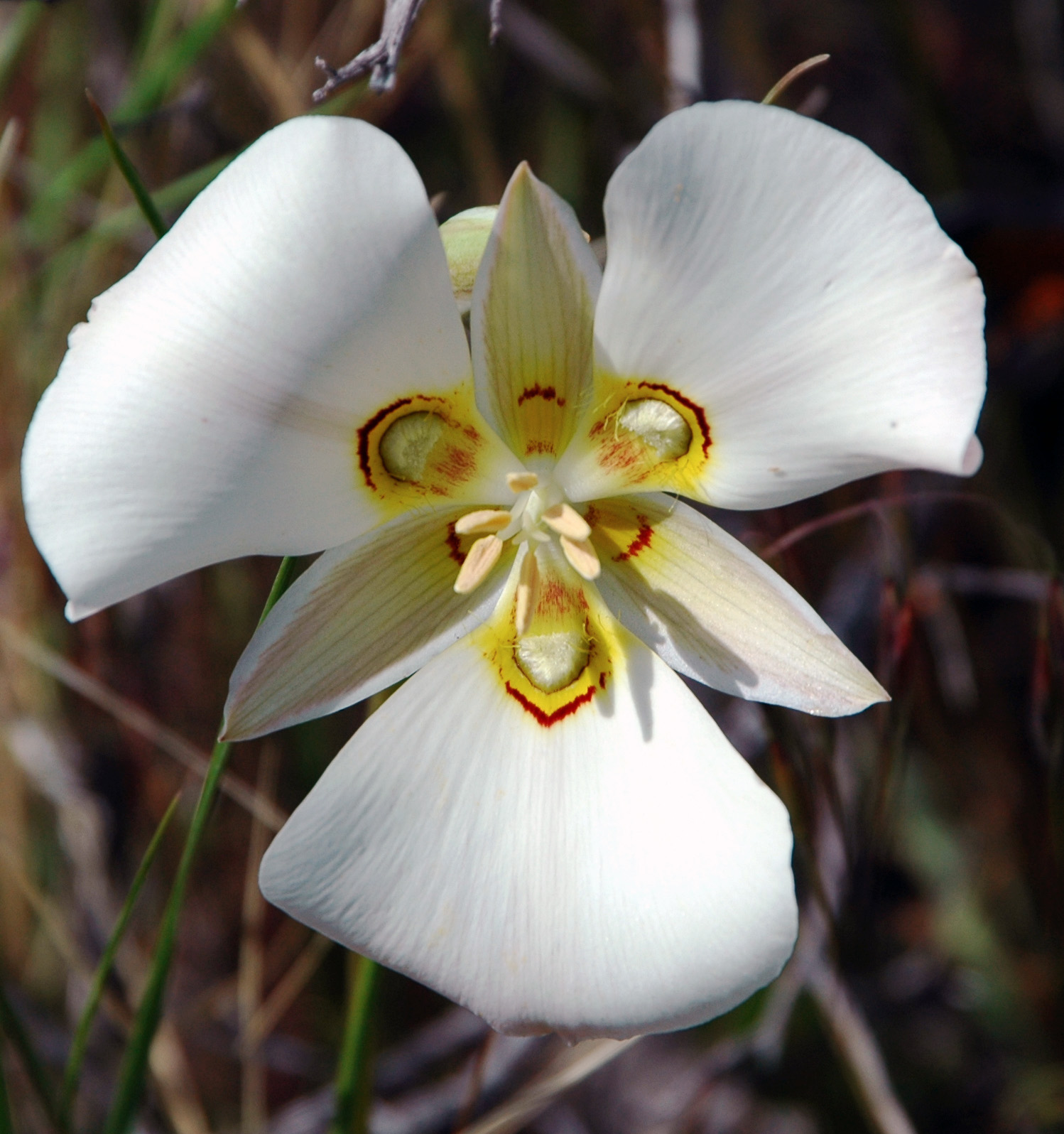
Imagen original, con buena nitidez y grado de color.

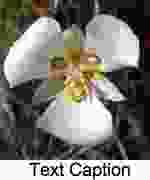
Pérdida de claridad en los contornos y tono borroso en alta compresión JPEG.

Un artefacto de compresión (o artefacto) es una distorsión apreciable del medio (incluyendo imagen, reproducción y grabación de sonido, y vídeo) causada por la aplicación de un algoritmo de compresión con pérdida.
La compresión con pérdida implica descartar parte de los datos del medio para que sea lo suficientemente simplificado como para ser almacenado en el espacio de disco deseado (conocido como tasa de datos o tasa de bits para el medio que está siendo transmitido). Si el compresor no pudiera reproducir los datos suficientes en la versión comprimida como para reproducir el original, el resultado es una disminución de la calidad o la introducción de artefactos. Alternativamente, el algoritmo de compresión puede no ser lo suficientemente inteligente como para saber qué distorsiones tienen la suficiente importancia subjetiva, pudiendo llegar a ser de hecho, llamativo para el observador.
Los artefactos de compresión ocurren en muchos medios comunes como DVD, formatos de archivos comunes como JPEG, MP3, o MPEG, y algunas alternativas al compact disc, como el formato MiniDisc de Sony. Los medios no comprimidos (como Laserdisc, CD Audio y archivos WAV) o algoritmos de compresión sin pérdida (tales como FLAC o PNG) no sufren de artefactos de compresión.
El objetivo principal de la implementación de algoritmos de compresión con pérdida es la minimización de artefactos perceptibles. Sin embargo, ocasionalmente, los artefactos se producen intencionadamente para propósitos artísticos. Un estilo conocido como Glitch art.
Técnicamente hablando, un artefacto de compresión es una clase de error de datos particular, como consecuencia de la cuantificación digital en la compresión de datos con pérdida. Donde se usa la codificación por transformación, el artefacto toma la forma de una de las funciones base del espacio de transformación del programador.

## Imágenes

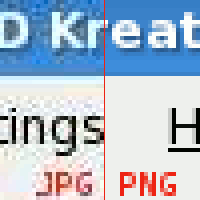
Comparación de los artefactos de compresión en formato JPEG con el formato PNG sin pérdida

Cuando se realiza la codificación basada en bloques mediante cuantificación, como en las imágenes comprimidas en JPEG, pueden aparecer varios tipos de artefactos.
- Artefactos de anillo
- Contorneado
- Posterización
- Ruido escalonado a lo largo de contornos curvados
- Bloques en regiones "ocupadas" (a veces llamado picado o tablero de ajedrez)

### Reducción del artefacto de imagen
Se han propuesto varias aproximaciones para reducir los efectos de la compresión de imagen, pero para utilizar técnicas de compresión/descompresión y retener los beneficios de la compresión (como menor transmisión y costes de almacenamiento), muchos de estos métodos se han focalizado en el "post-procesado". Es decir, procesar las imágenes cuando se reciben o se visualizan. No se ha mostrado técnicas de post-procesado para mejorar la calidad de imagen en todos los casos. Consecuentemente, ninguna de ellas tiene una amplia aceptación, aunque algunas se han implementado y utilizado en sistemas propietarios. Muchos programas de edición fotográfica incorporan algoritmos propietarios de reducción de artefactos JPEG, entre los que se encuentra Paint Shop Pro.

## Vídeo
Cuando se usa la predicción de movimiento, como en MPEG-1, MPEG-2 o MPEG-4, los artefactos de compresión tienden a mantenerse en las varias generaciones de imágenes descomprimidas, y se mueven con el flujo óptico de la imagen, convirtiéndose en un efecto peculiar, entre efecto de pintura y "suciedad" que se mueve con los objetos de la escena.
Los errores de datos en el flujo de bits comprimido tienden a errores similares a los de cuantificación pesada, o puede interrumpir el análisis del flujo completamente durante un corto espacio de tiempo, tendiendo a "romper" la imagen. Cuando ocurren errores importantes en el flujo de datos, los descodificadores continúan aplicando actualizaciones sobre la imagen dañada durante un pequeño intervalo de tiempo, creando un efecto de "imagen fantasma", hasta recibir la siguiente imagen comprimida independiente. En la codificación MPEG, a esto se le llama "Intra-frames".

### Ruido de mosquito
Entre los artefactos de compresión de vídeo, se incluyen los resultados acumulativos de la compresión de imágenes fijas, como los artefactos de anillo u otros efectos que aparecen en las sucesivas imágenes fijas como una secuencia de puntos borrosos y brillantes sobre los bordes, llamada "ruido de mosquito", ya que parece un enjambre de mosquitos volando alrededor del objeto.

## Audio
La compresión de audio con pérdida normalmente trabaja con un modelo psicoacústico; un modelo de percepción auditiva humana. Los formatos de audio con pérdida, normalmente implican el uso de una transformación del dominio tiempo/frecuencia, como una transformada de coseno discreta modificada. Con el modelo psicoacústico, se utilizan enmascaramientos de frecuencia y de tiempo de tal forma que los sonidos que deberían ser imperceptibles no se graban. Por ejemplo, en general, los seres humanos son incapaces de percibir un tono silencioso reproducido simultáneamente con un tono más ruidoso. Una técnica de compresión con pérdida debería identificar el tono silencioso y tratar de eliminarlo. También, la cuantificación del ruido puede ser "escondida" allá donde se enmascare por sonidos más prominentes. Con baja compresión, se utiliza un modelo psicoacústico conservativo con bloques de pequeño tamaño.
Cuando el modelo psicoacústico no es preciso, cuando el tamaño del bloque a transformar es restringido, o al utilizar una compresión agresiva, se pueden generar artefactos de compresión. Estos, se presentan como pre-eco,
"artefactos de pájaro", estruendo, sonido metálico, sensación subacuática, silbido, etc.
Una buena manera de observar artefactos de compresión en el audio es escuchar los aplausos en un archivo de audio con una compresión relativamente alta (p.e. 96kbit/seg MP3). En general, los tonos musicales contienen patrones de onda repetitivos y variaciones más predecibles en el volumen, mientras que los aplausos son esencialmente aleatorios y, por lo tanto, difíciles de comprimir. Una pista de aplausos con elevada compresión mostrará muy bien el "sonido metálico" y otros artefactos.

## Uso artístico
Los artefactos de compresión pueden usarse intencionadamente como estilos visuales, a veces conocidos como glitch art
En las imágenes fijas, un ejemplo es Jpegs por el fotógrafo alemán Thomas Ruff, que hace uso de artefactos JPEG intencionados como base del estilo de la foto.
El cómic conocido como Sweet Bro and Hella Jeff está realizado en un estilo artístico increíblemente terrible de manera irónica. El artista también usa las mismas imágenes copiadas y pegadas repetidamente de forma que las imágenes van empeorando con el tiempo.
En videoarte, una técnica es datamoshing, donde dos vídeos se intercalan  de tal forma que las imágenes son interpoladas desde fuentes separadas. Otra técnica implica transcodificación simple desde un vídeo con pérdida a otro, explotando la diferencia en la que codecs de vídeo distintos procesan el movimiento y la información de color. La técnica fue usada por los artistas Sven König, Takeshi Murata, Jacques Perconte y Paul B. Davis en colaboración con Paperrad, y más recientemente utilizada por David OReilly y en el vídeo musical de Chairlift y  Kanye West.